# Lithobius parietum
Lithobius parietum är en mångfotingart som beskrevs av Karl Wilhelm Verhoeff 1899. Lithobius parietum ingår i släktet Lithobius och familjen stenkrypare. Inga underarter finns listade i Catalogue of Life.